# 加纳帕蒂普拉姆
加纳帕蒂普拉姆（Ganapathipuram），是印度泰米尔纳德邦甘尼亚古马里县的一个城镇。总人口13653（2001年）。

## 人口
该地2001年总人口13653人，其中男性6764人，女性6889人；0—6岁人口1439人，其中男720人，女719人；识字率74.35%，其中男性为76.89%，女性为71.85%。